# Teesside

Divisió territorial de la regió Nord-est. Teesside correspon al comtat número 6

Teesside és una conurbació del Nord d'Anglaterra. Està format per les localitats de Billingham, Middlesbrough, Redcar, Skelton-in-Cleveland, Stockton-on-Tees i altres nuclis urbans propers a la riba del Tees. El 2011, la població d'aquesta comunitat era de 376.633 habitants.
La principal font d'ingressos a la zona és la indústria pesant i amb la siderúrgica British Steel com a la més important. Nogensmenys, aquest sector ha anat retrocedint a favor de la indústria química i tecnològica.